# Galena (Missouri)
Galena è un comune degli Stati Uniti d'America, situato nello Stato del Missouri, nella contea di Stone, della quale è il capoluogo.